# Guillaumet, les ailes du courage
Pour les articles homonymes, voir Guillaumet et Les Ailes du courage (homonymie).
Pour plus de détails, voir Fiche technique et Distribution.
Guillaumet, les ailes du courage (Wings of courage), souvent appelé en français Les Ailes du courage, est un moyen métrage franco-américain réalisé par Jean-Jacques Annaud, sorti en 1995. Il raconte l'histoire de la disparition dans la cordillère des Andes du pilote Henri Guillaumet et des conditions de sa survie.

## Synopsis

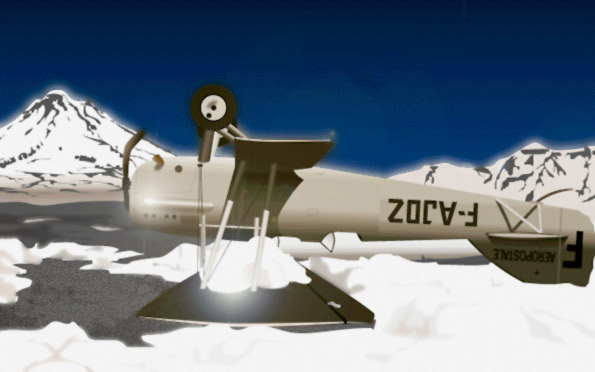
Le Potez 25 de Guillaumet tel qu'il fut retrouvé dans les Andes (illustration)

Le 13 juin 1930, Henri Guillaumet, pilote de l'Aéropostale, est forcé d'atterrir dans la cordillère des Andes avec son Potez 25. Il est finalement sauvé après avoir marché en haute montagne, en plein hiver austral et sans équipement, durant cinq jours et quatre nuits.
À Antoine de Saint-Exupéry, venu le rechercher, il déclare : « Ce que j’ai fait, je te le jure, jamais aucune bête ne l’aurait fait » et incarne aux yeux de l'écrivain l'idéal humain qui est de se surpasser.

## Fiche technique
- Titre original français : Guillaumet, les ailes du courage
- Titre original anglophone : Wings of Courage
- Titre alternatif : Les Ailes du courage
- Réalisation : Jean-Jacques Annaud
- Scénario : Jean-Jacques Annaud et Alain Godard
- Photographie : Robert Fraisse
- Musique : Gabriel Yared
- Société de production : Iwerks Entertainment
- Distribution :  Columbia TriStar Films, Futuroscope (reparution),  Sony Pictures Classics
- Format : couleurs - 1,44 : 1 IMAX 3-D - 70 mm (horizontal) - son DTS
- Langue originale : anglais
- Genre : aventures, drame
- Durée : 50 minutes (40 minutes aux États-Unis)
- Dates de sortie[2] :
  - États-Unis : 21 avril 1995 (New York), 16 juin 1995 (sortie limitée)
  - France : 18 septembre 1996, 15 juin 2004 (reparution)

## Distribution

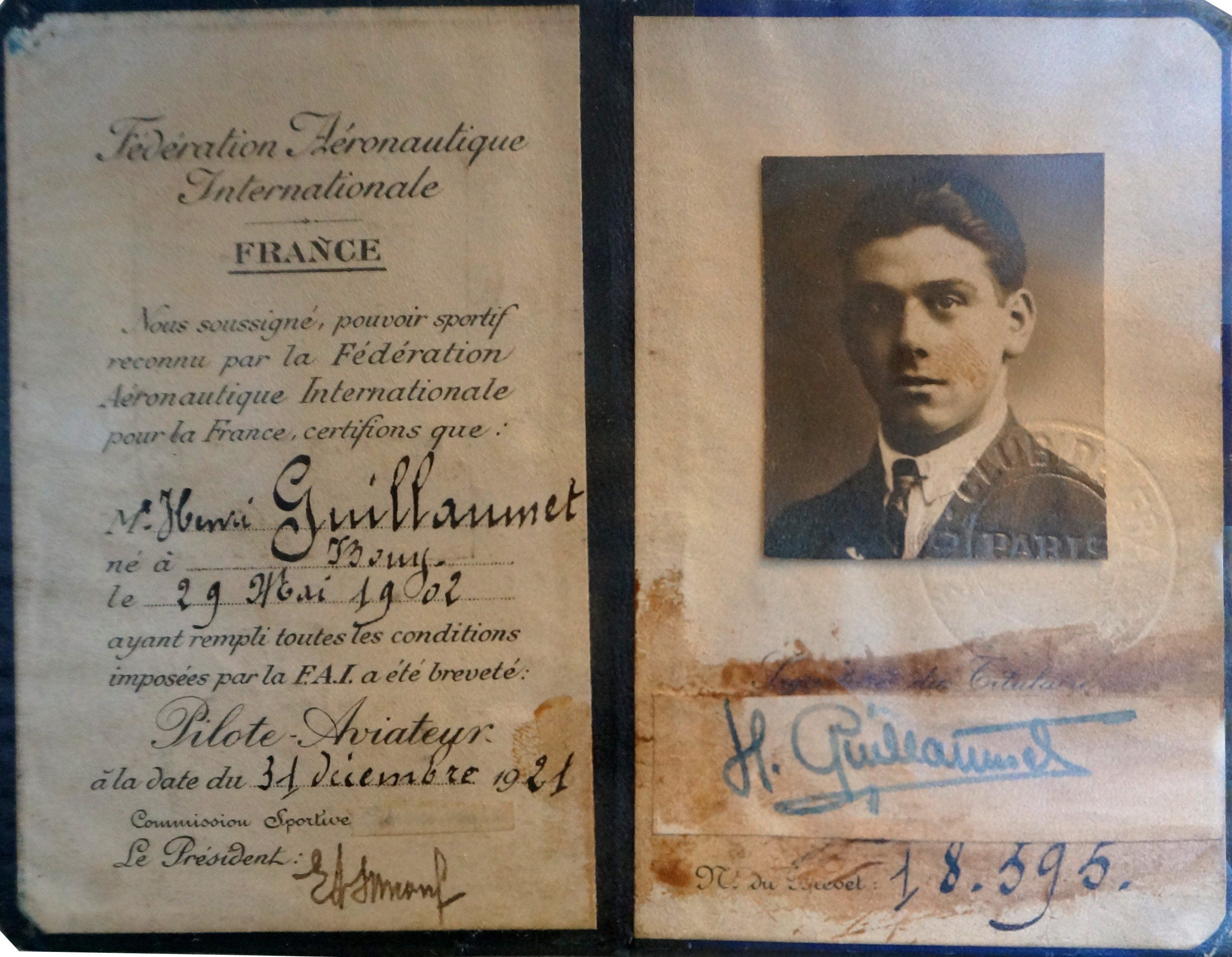
Brevet de pilote de Henri Guillaumet.

- Craig Sheffer (VF : Patrick Mancini) : Henri Guillaumet
- Elizabeth McGovern : Noëlle Guillaumet
- Tom Hulce : Antoine de Saint-Exupéry
- Val Kilmer (VF : Thierry Buisson) : Jean Mermoz
- Ken Pogue : Pierre Deley
- Ron Sauvé : Jean-René Lefèbvre

## Technologies employées
- Il s'agit du tout premier film de fiction au format IMAX 3D. Il a été diffusé au parc du Futuroscope près de Poitiers dans une salle spécialement équipée.